# Aplocheilichthys meyburghi
Aplocheilichthys meyburghi és una espècie de peix pertanyent a la família dels pecílids.

## Descripció
- Pot arribar a fer 4 cm de llargària màxima.[3][4]

## Hàbitat
És un peix d'aigua dolça, bentopelàgic i de clima tropical (22 °C-26 °C).

## Distribució geogràfica
Es troba a Àfrica: el llac Victòria (sud d'Uganda, sud-oest de Kenya i nord-oest de Tanzània).

## Observacions
És inofensiu per als humans.